# Александар Трајковски
Александар Трајковски (Скопље, 5. септембар 1992) северномакедонски је фудбалер који тренутно наступа за Хајдук из Сплита. Игра на позицији крилног нападача.

## Успеси
Ел Фајха
- Краљев куп  (1) : 2021/22.[6]
- Суперкуп Саудијске Арабије: (финале: 2022)[7]

Појединачми
- Најбољи северномакедонски фудбалер у иностранству 2015.[8]